# Wełyka Horbasza (rejon żytomierski)
Wełyka Horbasza (ukr. Велика Горбаша) – wieś na Ukrainie, w obwodzie żytomierskim, w rejonie żytomierskim, w hromadzie Czerniachów. W 2001 liczyła 697 mieszkańców, spośród których 696 wskazało jako ojczysty język ukraiński, a 1 inny.